# Straßenbahn Matsuyama

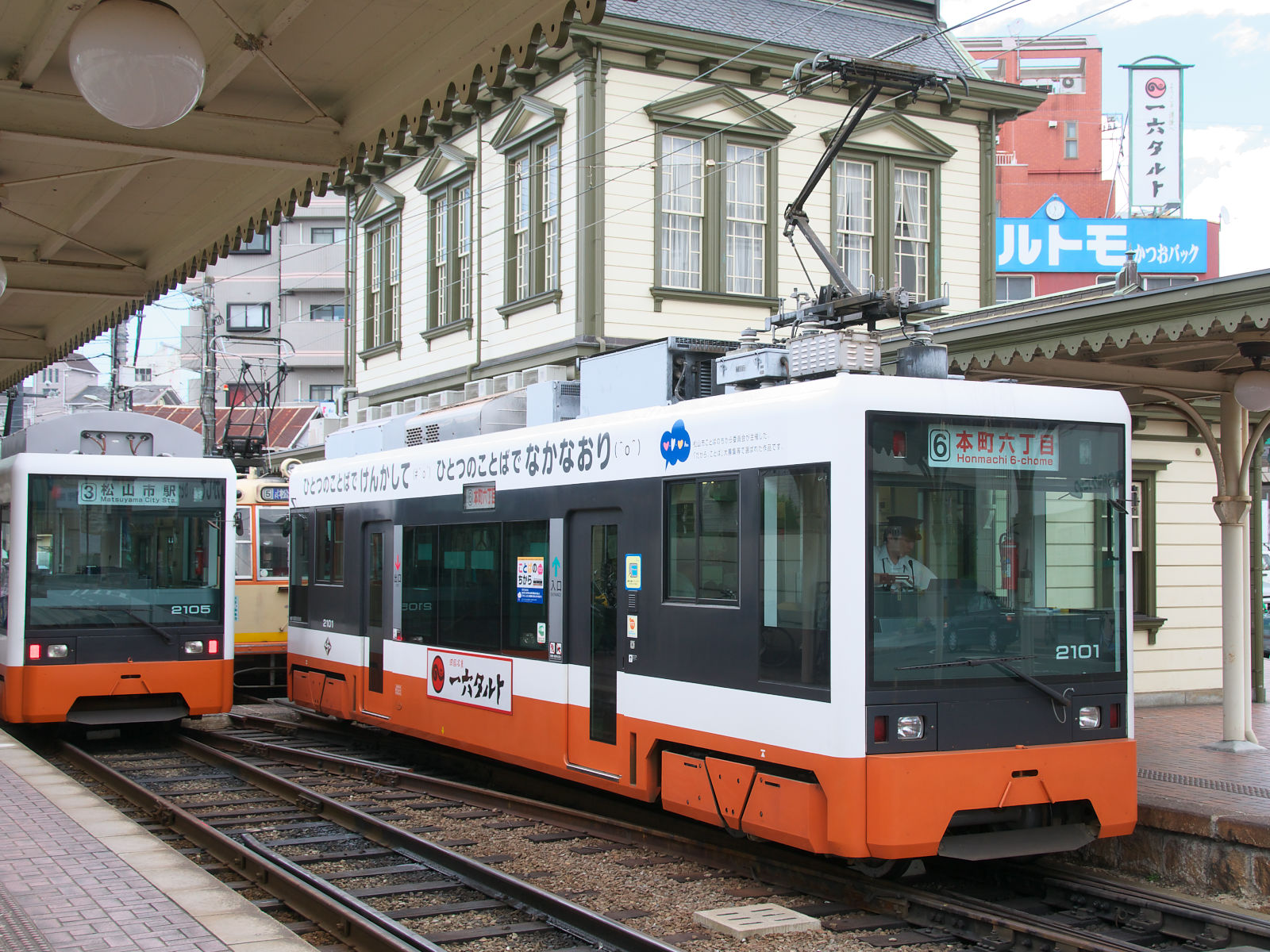
Niederflurfahrzeuge des Typs 2100 am Dōgo-onsen

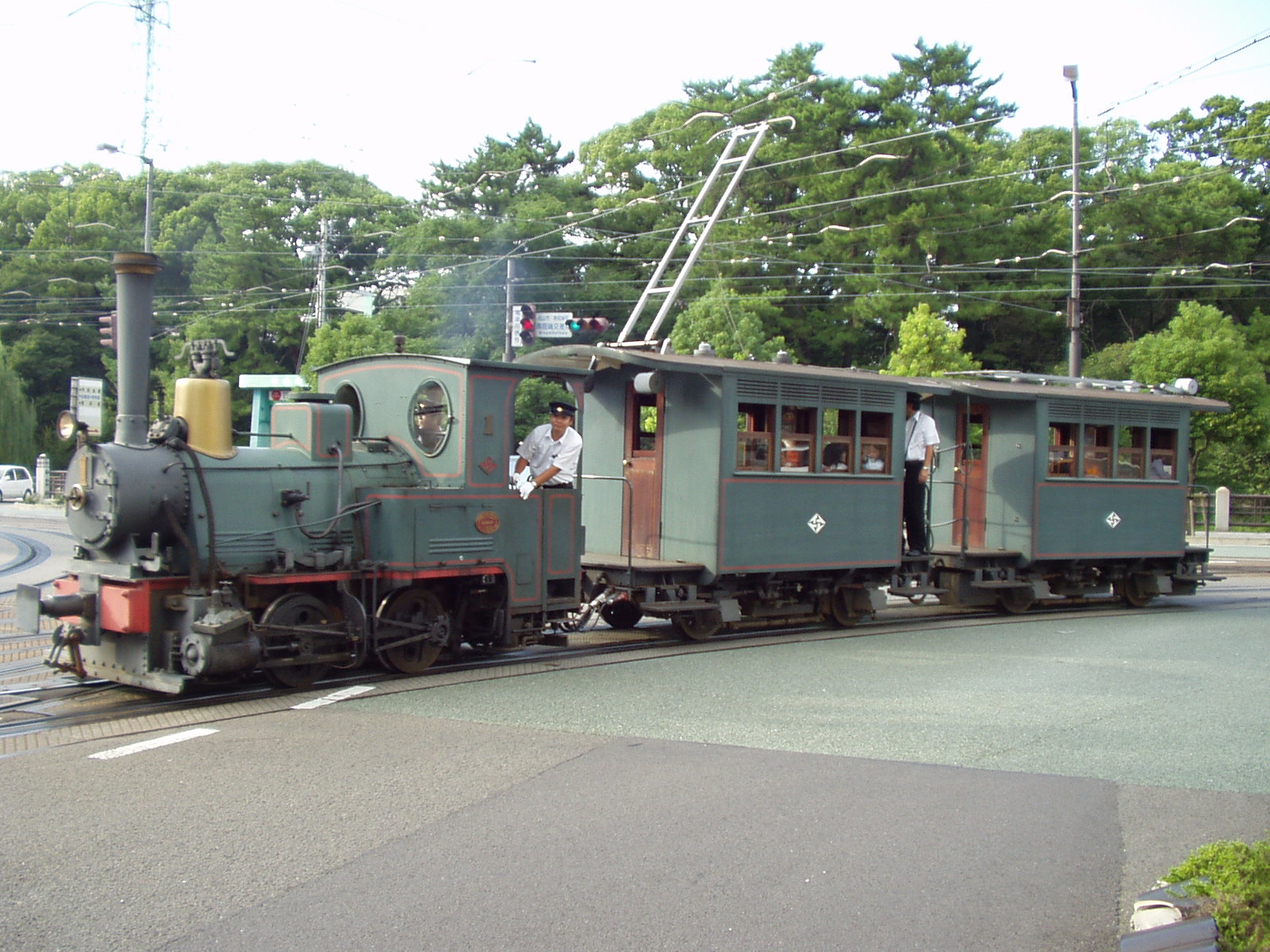
„Dampf“zug Botchan Ressha bei der Stromentnahme

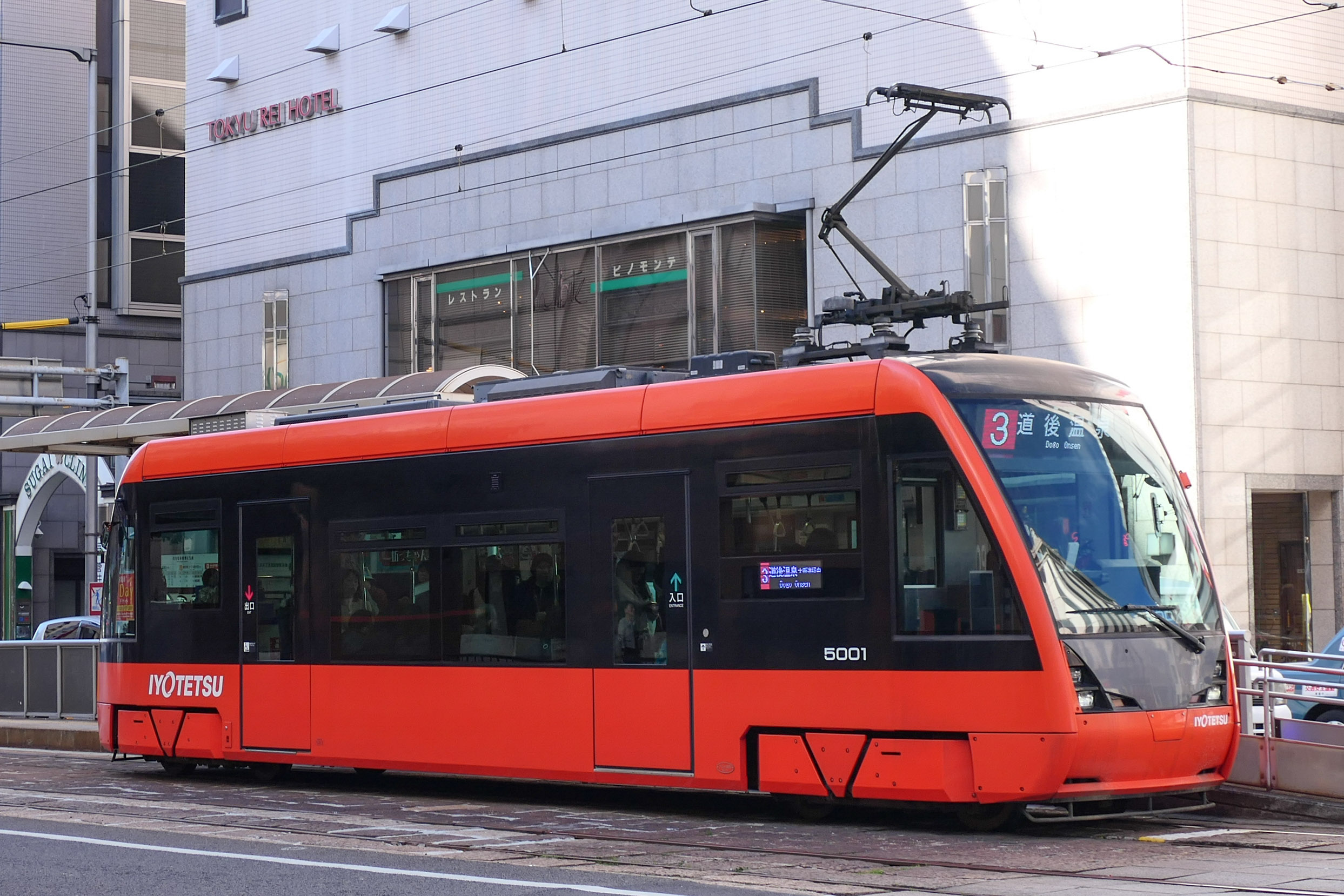
Niederflurfahrzeug des Typs 5000

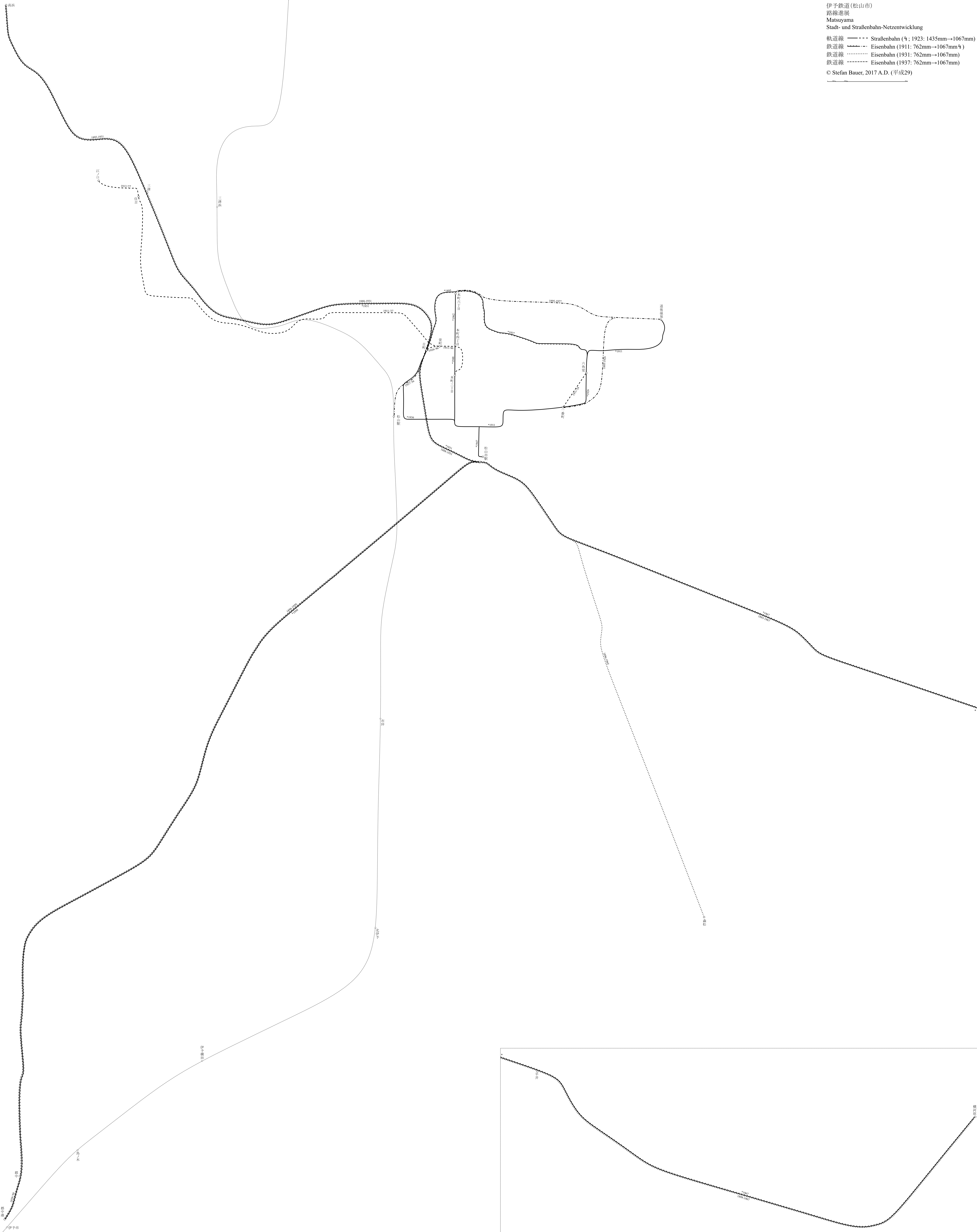
Netzentwicklung (durchgezogen = Bestand, unterbrochen/punktiert = stillgelegt)

Die Straßenbahn Matsuyama ist das Straßenbahnnetz in Matsuyama auf der Insel Shikoku in Japan.
Es wird durch die Privatgesellschaft Iyo Tetsudō K.K. (jap. 伊予鉄道株式会社), kurz Iyotetsu (伊予鉄), betrieben.
Es besteht aus fünf Linien, deren Kernstück ein Ring um das Stadtzentrum bildet. Der nördliche Bereich zwischen der Haltestelle Heiwa-dōri-itchōme (平和通一丁目) und Miyatachō (宮田町) knapp nördlich des Hauptbahnhofs ist dabei als Eisenbahn konzessioniert und größtenteils eingleisig. Die Linien 1 und 2 bedienen den Ring im (1) bzw. gegen (2) den Uhrzeigersinn, beginnen und enden aber über eine kurze Stichstrecke am südlich des Zentrums gelegenen „Stadtbahnhof“ (松山市駅, Matsuyama-shieki). Hier besteht, ebenso wie am Bahnhof Komachi (古町), Übergang zu den Vorortbahnlinien derselben Gesellschaft. Ein kurzes Stück östlich des Hauptbahnhofes befindet sich auch die letzte höhengleiche Kreuzung von Eisen- und Straßenbahngleisen in Japan. Zwischen dieser und der Stichstrecke zweigt eine weitere Stichstrecke eingleisig nach Norden ab, welche bis knapp vor den nördlichen Ringteil reicht. Sie wird durch die Linie 6 bedient, welche über den südlichen Ringteil und weiter über eine zusätzliche, im äußersten Osten liegende, Stichstrecke zum Dōgo-onsen (道後温泉) verkehrt. Von dort fahren auch die Linien 3 zum Stadtbahnhof und 6 zum Hauptbahnhof ab.
Eine Linie 4 existiert nicht.
Außerdem verkehrt eine touristisch genutzte Dampfzug-Replik (坊っちゃん列車 Botchan-ressha, Dieseltraktion mit Hilfsstromabnehmer) auf der Verbindung Komachi–Stadtbahnhof–Dōgo-onsen.
Nachdem die Iyotetsu 1888 die erste Eisenbahnstrecke auf Shikoku errichtet hatte, zog die Gesellschaft Dōgo Tetsudō (道後鉄道) 1895 mit einer Verbindung zwischen Dōgo-onsen und der Innenstadt bzw. Komachi in 762 mm Spurweite nach. Teile dieses Netzes bildeten nach der Übernahme 1900 durch die Iyotestu die Grundlage für den Aufbau der Straßenbahn 1911 durch Elektrifizierung und Umspurung auf 1067 mm. Im selben Jahr wurde vom südlichen Endpunkt ausgehend eine normalspurige Strecke einerseits durch die Stadt und über Komachi parallel zur bestehenden Eisenbahnstrecke in den Hafenort Enoguchi (江ノ口), andererseits über die heutige Trasse zusätzlich zum Dōgo-onsen errichtet. Sie wurden erst 1923 auf das heutige Maß umgespurt, während die Ursprungsstrecken größtenteils 1926 (mit gleichzeitiger Trassenverlegung im Zentrum) und 1927 (mit Vollendung des heutigen nördlichen Ringteils) aufgegeben wurden. Ebenso erging es der Strecke nach Enoguchi. Dafür ging eine Stichstrecke von Komachi zum neu entstandenen Hauptbahnhof in Betrieb. Diese verlegte man 1936 und schloss dabei den südlichen Ringteil. In der Nachkriegszeit baute man schließlich die südliche und zentrale Stichstrecke unter Auflassung der Direktverbindung nach Komachi.
Weitere Veränderungen kamen bisher nicht über die Entwurfsphase hinaus; es bestehen jedoch konkrete Planungen, eine weitere Stichstrecke zu errichten. Sie soll in westlicher Richtung über den Hauptbahnhof hinaus führen und langfristig auch den Flughafen erschließen.
Neben 16 Hochflurwagen stehen (Stand Juni 2024) 24 seit 2002 von Alna-Sharyō gelieferte Niederflurwagen in Betrieb. Ihr Anteil am Gesamtfuhrpark ist mit 60 % unter allen nicht direkt mit Niederflurwagen eröffneten japanischen Straßenbahnbetrieben am höchsten. Gelenkwagen sind nicht vorhanden. Die niederflurigen Fahrzeuge gehören zum Little-Dancer-Typ S. Sie teilen sich in zehn Stück der bis 2007 gebauten Serie 2100 (12,00 m lang, 2,23 m breit, 20 Sitzplätze) sowie 14 der ab 2017 gebauten Serie 5000 (12,50 m lang, 2,30 m breit, 26 Sitzplätze) auf. Hinzu kommen die Fahrzeuge des Botchan-ressha.

## Anmerkung und Einzelnachweis
1. ↑  davon 3,5 km Eisenbahnstrecke
2. 1 2  Jens Nebel: Japans Straßenbahnsysteme. Teil 2. In: stadtverkehr. Nr. 11/2024. EK-Verlag, 2024, ISSN 0038-9013, S. 34–36.